# Pareutropius longifilis
Pareutropius longifilis é uma espécie de peixe da família Schilbeidae.
Pode ser encontrada nos seguintes países: Malawi e Tanzânia.
Os seus habitats naturais são: lagos de água doce e lagos intermitentes de água doce.